# 濱口和久
濱口 和久（はまぐち かずひさ、1968年10月14日 - ）は大学教授。
[拓殖大学]地方政治行政研究所特任教授および同大学地方政治行政研究所附属防災教育研究センター長、日本大学法学部公共政策学科非常勤講師、多摩大学経営情報学部非常勤講師、東日本国際大学健康社会戦略研究所客員教授、麗澤大学客員教授、学校法人日本航空学園理事長室アドバイザー兼特別講師、一般財団法人防災教育推進協会理事長、国立研究開発法人防災科学技術研究所客員研究員及び社会実装推進委員、和歌山県白浜町防災アドバイザー、稲むらの火の館（濱口梧陵記念館・津波防災教育センター）特別研究員、産経新聞社「正論」執筆メンバー、熊本県立菊池高等学校防災教育特別アドバイザー、防災・危機管理政策アドバイザー、城郭史研究家、近江八幡市安土城復元推進協議会副会長、一般社団法人日本戦略研究フォーラム政策提言委員、共同ピーアール総合研究所客員研究員、政策研究フォーラム理事、ニューレジリエンスフォーラム事務局長、一般社団法人日本CBRNE学会理事、一般社団法人日本危機管理学会理事、一般社団法人防災住宅研究所理事、ＮＢＣＲ対策推進機構副理事長、特定非営利活動法人日本領土領海戦略会議政策顧問、一般社団法人サイバースマートシティ創造協議会顧問、元自衛官。

## 経歴
1968年10月14日、熊本県菊池市生まれ。熊本県立菊池高等学校卒、防衛大学校材料物性工学科卒（工学士）、日本大学大学院総合社会情報研究科博士前期課程修了（国際情報修士）、名古屋大学大学院環境学研究科博士後期課程単位取得満期退学。
防衛大学校時代には国際関係論研究会理事として、東京大学行政機構研究会、慶應義塾大学経済新人会、日本大学政治研究会との4大学合同シンポジウムや合同合宿セミナーの企画・運営に携わる。軍事アナリスト・静岡県立大学特任教授の小川和久や総務大臣の高市早苗衆議院議員を招いての講演会を企画した（2名の肩書は令和2年8月15日時点）。同時に学外向けにニュースレター『防衛大学校オピニオンプラザ』を毎月発行する。弁論部にも所属し、フジサンケイグループ行革キャンペーン実行委員会主催第9回土光杯全日本学生弁論大会（第25回大会から土光杯全日本青年弁論大会に大会名が変更される）に出場。演題『国際社会に通用する政治改革の断行を』で優秀賞（産経新聞社杯）を受賞。卒業時、学校長褒章を授与される。1994年からは土光杯OB会事務局長も務めている。
1990年5月、読売新聞社発行の月刊オピニオン誌『THIS IS 読売』の企画「防衛大生が本音を語る」で上坂冬子と対談する。この頃から各種雑誌等に寄稿を開始する。
陸上自衛隊任官後に入校した陸上自衛隊幹部候補生学校（福岡県久留米市）の学生弁論大会では『東京裁判史観からの脱却を』という演題で優勝する。その後、陸上自衛隊第3施設群施設科小隊長（3等陸尉）として神奈川県座間市の座間分屯地（米軍座間キャンプ内）で勤務した。
陸上自衛隊を1994年10月に退官後、株式会社舛添政治経済研究所に所員として勤務。1996年12月、舛添政治経済研究所退社。1997年1月より、太陽党本部で羽田孜代表（元首相）秘書兼政策調査会主席研究員、民主党本部役員室次長、幹事長室副部長などを歴任。国会での代表質問等の草稿作成等やその他の議員の質問原稿の作成を担当（日銀法の改正法案、金融監督庁設置法案、外為法改正法案、日米防衛協力のための指針に関わる法案、介護保険法法案など）。2001年の第19回参議院議員通常選挙では島根県選挙区から、2003年の第43回衆議院議員総選挙では島根県第1区から出馬するが次点で落選。民主党を中道保守政党にしたいという思いがあったが、2005年に「民主党の体質に嫌気がさし」離党した。その後は、保守派の立場で国政に対して発言している。民主党離党後は、自民党岐阜県連政治大学や自民党本部でも講演をしている。
民主党離党後、日本政策研究センター研究員、栃木市首席政策監（防災・危機管理担当兼務）、國學院栃木短大講師、業界３位の警備会社であるテイケイ（旧・帝国警備保障）株式会社常務取締役、日本防災士機構理事、拓殖大学日本文化研究所客員教授、インターネットチャンネル「日本文化チャンネル桜」で「防人の道　今日の自衛隊」「濱口和久の防災・危機管理塾」キャスターなどを務めた。

## 現在の主な役職・活動
[拓殖大学]地方政治行政研究所特任教授および同大学地方政治行政研究所附属防災教育研究センター長。日本大学法学部公共政策学科非常勤講師、多摩大学経営情報学部非常勤講師、東日本国際大学健康い社会戦略研究所客員教授、麗澤大学客員教授、学校法人日本航空学園理事長室アドバイザー兼特別講師。一般財団法人防災教育推進協会理事長。国立研究開発法人防災科学技術研究所客員研究員及び社会実装推進委員、和歌山県白浜町防災アドバイザー、稲むらの火（濱口梧陵記念館・津波防災教育センター）特別研究員、産経新聞社「正論」執筆メンバー、熊本県立菊池高等学校防災教育特別アドバイザー、一般社団法人日本CBRNE学会理事、一般社団法人日本危機管理学会理事、一般社団法人日本戦略研究フォーラム政策提言委員。共同ピーアール総合研究所客員研究員。政策研究フォーラム理事。ニューレジリエンスフォーラム事務局長。一般社団法人防災住宅研究所理事。ＮＢＣＲ対策推進機構副理事長。一般社団法人サイバースマートシティ創造協議会顧問。防災・危機管理政策アドバイザーとして全国の自治体で防災・危機管理対応の助言をしている。安全保障・地政学・領土問題にも詳しく特定非営利活動法人日本領土領海戦略会議政策顧問を務める。城郭史研究家としての顔も持ち、城郭に関する書籍も出版、近江八幡市安土城復元推進協議会副会長も務める。日本危機管理学会「学術貢献賞」を受賞。
- 2004年
  - 3月11日、妻子と共に韓国が不法占拠している竹島へ本籍を移す[注 1][8][9]。竹島問題については、国民の間で一般的認識が出来上がったので、当初の目的を果たしたと考え、現在（2017年11月～）は本籍地を東京都に戻している。
  - 5月、民間団体「県土・竹島を守る会」の設立世話人となる[要出典]。

- 2005年
  - 10月、領土問題への取組みが評価され、7月に日本青年会議所第19回人間力大賞「会頭特別賞」を受賞[要出典]。
  - 11月、日本政策研究センター研究員となる[要出典]。

- 2006年
  - 1月、日本青年会議所中国地区自立国家創造委員会委員長に就任[要出典]。
  - 4月、日本文化チャンネル桜の番組「防人の道 今日の自衛隊」のキャスターに就任[要出典]。

- 2007年
  - 1月、日本青年会議所近現代史教育実践委員会副委員長に就任[10]。安全保障・領土問題、防災・危機管理に関する講演、執筆活動を本格的に開始する。
  - 9月、栃木市首席政策監（防災・危機管理担当兼務）に就任[11][12]。

- 2008年
  - 10月から、國學院大學栃木短期大学講師を約1年間務めた[要出典]。

- 2010年
  - 9月、栃木市首席政策監での実績を買われ[要出典]、テイケイ株式会社（旧・帝国警備保障株式会社）常務取締役に就任。
  - 10月から、芸能事務所のカートプロモーションに文化人として所属[要出典]。

- 2011年
  - 11月、拓殖大学客員教授に就任。その後、同大学日本文化研究所客員教授[要出典]

- 2012年
  - 3月、テイケイ株式会社を退職[要出典]。
  - 4月から、株式会社防災士研修センター常務取締役（ - 2015年3月）
  - 5月に出版した『だれが日本の領土を守るのか？』では多くの媒体に書評が掲載される（産経新聞[13]、夕刊フジ、月刊正論、朝雲新聞、月刊日本、國民新聞、歴史通、明日への選択、祖国と青年、史、その他[要出典]）。
  - 7月からは、日本防災士機構の理事に就任（2015年3月に退任する）

- 2013年
  - 5月、一般財団法人防災検定協会の設立に伴い、常務理事・事務局長に就任する[14]。

- 2015年
  - 4月、拓殖大学大学院地方政治行政研究科講師に就任する[要出典]。
  - 7月、拓殖大学地方政治行政研究所客員教授に就任する[15]。
  - 9月、日本文化チャンネル桜の番組「防人の道 今日の自衛隊」の番組の終了に伴い、新番組「濱口和久の防災・危機管理塾」がスタートする[要出典]。

- 2016年
  - 3月、カートプロモーションの所属から離れる[要出典]。
  - 4月、拓殖大学地方政治行政研究所附属防災教育研究センター副センター長（兼任・客員教授）に就任する[16]。
  - 4月、名称が一般財団法人防災検定協会から一般財団法人防災教育推進協会となり、引き続き常務理事・事務局長を務める（～現在）。

- 2017年
  - 6月、日本文化チャネル桜「濱口和久の防災・危機管理塾」が終了し、約12年間務めたキャスターを降りる。。
  - 8月、防災危機管理フォーラム代表に就任（～現在）。

- 2018年
  - 4月、拓殖大学大学院地方政治行政研究科特任教授に就任。

- 2019年
  - 4月、拓殖大学地方政治行政研究所附属防災教育研究センター長に就任。
  - 10月、日本戦略研究フォーラム政策提言委員に就任。
  - 11月、近江八幡市安土城復元推進協議会副会長に就任。

- 2021年
  - 4月、共同ピーアール総合研究所客員研究員に就任。
  - 5月、政策研究フォーラム理事に就任。
  - 5月、ニューレジリエンスフォーラム事務局長に就任。
  - 11月、特定非営利活動法人日本領土領海戦略会議政策顧問に就任。

- 2022年
  - 3月、一般社団法人防災住宅研究所理事に就任。
  - 5月、ＮＢＣＲ対策推進機構副理事長に就任。
  - 11月、学校法人日本航空学園理事長室アドバイザー兼特別講師に就任。

- 2023年
  - 4月、一般社団法人日本CBRNE学会理事就任。
  - 4月、稲むらの火の館（濱口梧陵記念館・津波防災教育センター）客員研究員就任。
  - 4月、熊本県立菊池高等学校防災教育特別アドバイザー就任。
  - 12月、産経新聞社「正論」執筆メンバーに就任。

- 2024年
  - 2月、東日本国際大学健康社会戦略研究所客員教授に就任。
  - 4月、日本大学法学部公共政策学科非常勤講師に就任。
  - 4月、拓殖大学地方政治行政研究所特任教授に就任。
  - 5月、一般社団法人日本危機管理学会理事に就任。
  - 6月、一般財団法人防災教育推進協会理事長に就任。
  - 10月、国立研究開発法人防災科学技術研究所客員研究員に就任。

- 2025年
  - 1月、和歌山県白浜町防災アドバイザーに就任。
  - 1月、国立研究開発法人防災科学技術研究所社会実装推進委員に就任。
  - 4月、麗澤大学客員教授に就任。
  - 4月、稲むらの火の館（濱口梧陵記念館・津波防災教育センター）客員研究員から特別研究員に役職名が変更。
  - 4月、多摩大学経営情報学部非常勤講師に就任。

### 栃木市首席政策監
2007年4月に行われた栃木市市長選で日向野義幸候補を支援し、応援演説を行った。その後再選された日向野市長は濱口を副市長の候補として議会に提案したが、議会の同意が得られず副市長職での採用は見送られた。同年9月、日向野市長の要請を受け栃木市首席政策監に就任。市長は採用の理由として、自民党とのパイプを活かした国からの予算獲得と企業誘致のPR、災害対策、危機管理対応をあげた。採用の経緯や専門能力の実態等について、議会で共産党などから疑義がだされ、左翼市民団体「とちぎ・市民の会」が発足し問題提起を行う一方、民主党議員や反市長派の自民党議員からも市長や濱口への批判が出た。一方で、全国の自治体で初めて、市長以下全職員に防災士資格を5年間の間に取得させる政策を実行した。プロジェクトK（霞が関の若手官僚グループ）を招き、市長や若手職員、若手経営者と勉強会を開催した。さらに、自民党参議院議員の佐藤正久氏やフジテレビ解説委員長の若松勉氏、内閣官房参事官の小林博史氏などを講師に招いての職員研修会を実施した。また、陸上自衛隊宇都宮駐屯地での職員研修会も実施した。
2008年（平成20年）12月4日の市議会で、濱口の栃木市首席政策監退任直後からの肩書「栃木市長特別補佐」について質問がなされ、日向野市長は、濱口が栃木県防衛協会において「栃木市長特別補佐」の勤務先として栃木市役所と記載されていることに対しては、公的身分と誤解されるような表記がないように栃木県防衛協会事務局に申し入れをした（栃木県防衛協会の事務処理上のミス）と答弁する。

### 城郭史研究家として
小学3年の時に徳川家康の伝記を読んだのがきっかけで城の魅力に取りつかれて以来、旅行や出張の折には国内に残る城郭、城跡を巡り、「めぼしい城はほぼ踏破した」という。2010年に出版した『思城居（おもしろい）』では全国30箇所の城郭を紹介した。同年10月には古式特技法「穴太衆」第十四代目石匠の粟田純司の自宅を訪問し、対談した。2011年12月から2014年11月まで夕刊フジで「探訪 日本の名城」の連載を担当した。その後、「名城と女」、「名城と事件」を連載した。連載したシリーズを『探訪　日本の城　戦国の武将と出会う旅（上・下巻）』（青林堂）、『戦国の城と５９人の姫たち』（並木書房）として単行本化している。現在、月刊誌『近代消防』に「城郭と防災」というテーマで連載中。令和元年11月より近江八幡市安土城復元推進協議会副会長を務める。
2022年８月６日～31日まで名古屋市において、濱口が撮影した写真展「探訪 日本の名城」を開催する。2023年10月から2024年９月まで熊本日日新聞に「ニッポンお城図鑑」を１年にわたり毎日連載する。2025年２月から産経新聞社発行の月刊正論にグラビヤ連載「日本の名城」を連載中。

### ニューレジリエンスフォーラム事務局長として
2021年５月に医療界、経済界、自治体、防災関係者が集まり、「ニューレジリエンスフォーラム」が結成されると事務局長に就任する。会長は日本製鉄株式会社の三村明夫名誉会長が務め、共同代表は河田 惠昭（関西大学特別任命教授・社会安全研究センター長）、松尾 新吾（九州経済連合会名誉会長）、横倉 義武（日本医師会名誉会長）の３名が務める。政府や各党代表に４度に渡って提言を提出している。2021年９月、第１次提言「緊急時の医療提供体制と法制度の整備を」を各党の政調会長に手交し、首相官邸で加藤勝信官房長官に手交。2022年４月、第２次提言「『平時』から『緊急時』対応への円滑な移行と緊急財政支援を」を各党の政調会長に手交し、5月17日首相官邸で岸田首相に手交。2023年７月、第３次提言「国民の命と生活を守るため緊急事態に即応できる法整備を」を岸田首相に手交。2024年４月、第４次提言「統合司令塔を設置し、緊急事態対応の憲法条文案の具体化を」を岸田首相に手交する。政府・各政党への4度にわたる「提言」活動を踏まえ、2024年５月30日、ニューレジリエンスフォーラムが中心となって「国民の命と生活を守る武道館１万人大会」が東京・日本武道館にて開催する。オープニングには、「鎮魂と復興～災害と共に生きてきた日本人の姿」として、江戸時代に大津波から村人を守った浜口梧陵の「稲むらの火」のエピソードなどが映像で紹介されました。三村明夫会長は、主催者挨拶にて、「感染症や自然災害への備えは、国と地方の制度を整えるとともに、広く国民が認識し行動に移すことにより、自らの命と生活を守ることになる」と述べられました。来賓として挨拶された岸田文雄自由民主党総裁は、国会で論議となっている憲法の緊急事態条項については「自民党としても、国会の発議に向けた具体的な議論が前に進むよう、全力で取り組んでゆく」と表明されました。「感染症と自然災害に強い社会を」テーマに各界より意見表明が行われました。医療界から松本吉郎日本医師会会長、自然災害に際して実際に現地に赴かれてボランティア活動を展開されている方々を代表して、歌手・俳優・厚労省健康行政特別参与の杉良太郎氏、アルピニストの野口健氏、防災の専門家として河田惠昭共同代表が、それぞれの立場から発言されました。活動を支援する地方議員は、全国より約350名が参加し、その取り組みとしての緊急事態条項を求める地方議員署名3314名、地方議会決議32府県の成果が発表され、代表として大越農子北海道議会議員が、意見を述べられました。

### 現在の主な肩書
- 城郭史研究家[3]
- 近江八幡市安土城復元推進協議会副会長
- 拓殖大学地方政治行政研究所特任教授・同大学地方政治行政研究所附属防災教育研究センター長
- 日本大学法学部公共政策学科非常勤講師
- 多摩大学経営情報学部非常勤講師
- 東日本国際大学健康社会戦略研究所客員教授
- 麗澤大学客員教授
- 学校法人日本航空学園理事長室アドバイザー兼特別講師
- 一般財団法人防災教育推進協会理事長[2]
- 国立研究開発法人防災科学技術研究所客員研究員及び社会実装推進委員
- 和歌山県白浜町防災アドバイザー
- 稲むらの火の館（濱口梧陵記念館・津波防災教育センター）特別研究員
- 産経新聞社「正論」執筆メンバー
- 一般社団法人日本CBRNE学会理事
- 一般社団法人日本危機管理学会理事
- 熊本県立菊池高等学校防災教育特別アドバイザー
- 防災危機管理フォーラム代表
- 一般社団法人日本戦略研究フォーラム政策提言委員
- 共同ピーアール総合研究所客員研究員
- 政策研究フォーラム理事
- ニューレジリエンスフォーラム事務局長
- ＮＢＣＲ対策推進機構副理事長
- 特定非営利活動法人日本領土領海戦略会議政策顧問
- 一般社団法人防災住宅研究所理事

### その他の役職及び所属団体
- 日本李登輝友の会理事[24]
- フジサンケイグループ土光杯全日本青年弁論大会OB会事務局長[24]
- 認定NPO法人おやじ日本[24]
- 国民文化研究会[24]
- 隊友会[24]
- 日本危機管理学会（2024年に「学術貢献賞」を受賞）
- 日本災害情報学会
- 防災教育学会
- 防衛施設学会
- 日本城郭史学会
- 日本安全保障・危機管理学会
- 日本CBRNE学会

## 出演

### テレビ
- ビートたけしのTVタックル（テレビ朝日）
- 防人の道 今日の自衛隊 (キャスター、水曜日号担当、2006年4月7日 - 2015年8月26日、日本文化チャンネル桜)
- モーニング・バード（テレビ朝日）
スイスの徴兵制問題でコメント出演
- グッド！モーニング (テレビ朝日)

　　舛添都知事問題で出演

### ラジオ
- ラジオ日本
- スタイルFM
- 防災FRONT LINE（TOKYO FM）
- みんなのサンデー防災（TOKYO FM）
- ニッポン放送
- 山梨放送
- ＦＭ福山

### インターネット放送
- 濱口和久の防災・危機管理塾（木曜日、2015年9月10日 -2017年6月30日 、日本文化チャンネル桜）

## 著書

### 編集協力
- 一般財団法人防災教育推進協会『防災検定１級・2級用公式テキスト』教育家庭新聞社、2022年。（一般財団法人防災教育推進協会編集委員会）

### 共著
- 『日本版 民間防衛』青林堂、2018年。（江崎道朗、坂東忠信らとの共著）

### 単著
- 『考える防災24　生き抜くための災育のすすめ』ニューモラル出版、2024年。
- 『リスク大国 日本 国防・感染症・災害』グッドブックス、2022年。
- 『戦国の城と59人の姫たち』並木書房、2016年。ISBN 978-4890633463。
- 『日本の命運 歴史に学ぶ40の危機管理』扶桑社、2016年。ISBN 978-4594074623。
- 『探訪 日本の名城 戦国武将と出会える旅（下巻）』青林堂、2014年。ISBN 978-4792604868。
- 『探訪 日本の名城 戦国武将と出会える旅（上巻）』青林堂、2013年。ISBN 978-4792604806。
- 『だれが日本の領土を守るのか？』たちばな出版、2012年。ISBN 978-4813324409。
- 『領土問題の基本は歴史認識から ―　歴史の中にこそ領土問題の本質がある　―』内外ニュース社、2012年。
- 『思城居（おもしろい） 男はなぜ城を築くのか』東京コラボ、2009年。ISBN 978-4915096952。
- 『祖国を誇りに思う心』ハーベスト出版、2009年。ISBN 978-4938184360。
- 『日本を守る決意』ハーベスト出版、2005年。ISBN 978-4938184346。
- 『守ろう竹島! 日本の領土。』インテリジェンス、2005年。
- 『機は熟した! 甦れ、日本再生。』オプサイブ、2003年。

### 現在連載中の媒体
- 月刊「祖国と青年」に『日本の安全保障と自衛隊の歩み』を連載中
- 内外ニュース社「世界と日本」に「マスメディア批判」を連載中
- 航空自衛隊連合幹部会「翼」に「城郭の歴史」を連載中
- 念法眞教「念法時法」に「親子で学ぶ防災教室」を連載中
- 月刊「近代消防」に「城郭と防災」を連載中
- 公益財団法人モラロジー道徳教育財団「れいろう」に「備えあれば憂いなし」を連載中
- 産経新聞社「月刊正論」に「日本の名城」をグラビヤ連載中

### 寄稿
- 夕刊フジ
- 月刊正論
- 致知
- 諸君!
- 月刊現代
- SAPIO
- WiLL
- 月刊日本
- 週刊ダイヤモンド別冊
- 週刊『世界と日本』
- 政策研究フォーラム『改革者』
- 航空自衛隊『翼』
- 國民新聞
- ジャパニズム
- 伝統と革新
- 近代消防